# Distretto di Mae Wang
Mae Wang (in thai แม่วาง) è un distretto (amphoe) situato nella provincia di Chiang Mai, in Thailandia.

## Storia
Il distretto minore (king amphoe) fu fondato il 1º aprile 1990, quando i 4 tambon Ban Kat, Thung Pi. Thung Ruang Thong e Mae Wini furono divisi dal distretto di San Pa Tong. Il 7 settembre 1995 fu promosso a distretto.

## Geografia
I distretti confinanti sono il Doi Lo, Chom Thong, Mae Chaem, Samoeng, Hang Dong e San Pa Tong.

## Flora
La Sapria Himalayana è un fiore del genere Rafflesia. Questo fiore particolare è stato trovato nel distretto.

## Amministrazione
Il distretto Mae Wang è diviso in 4 sotto-distretti (tambon), che sono a loro volta divisi in 62 villaggi (muban).
| n° | Nome                         | Villaggi | Abitanti |
| -- | ---------------------------- | -------- | -------- |
| 1  | Ban Kat (บ้านกาด)             | 13       | 5.544    |
| 2  | Thung Pi (ทุ่งปี้)               | 12       | 4.602    |
| 3  | Thung Ruang Thong (ทุ่งรวงทอง) | 8        | 2.650    |
| 4  | Mae Win (แม่วิน)               | 19       | 10.879   |
| 5  | Don Pao (ดอนเปา)             | 10       | 7.196    |

## Galleria d'immagini

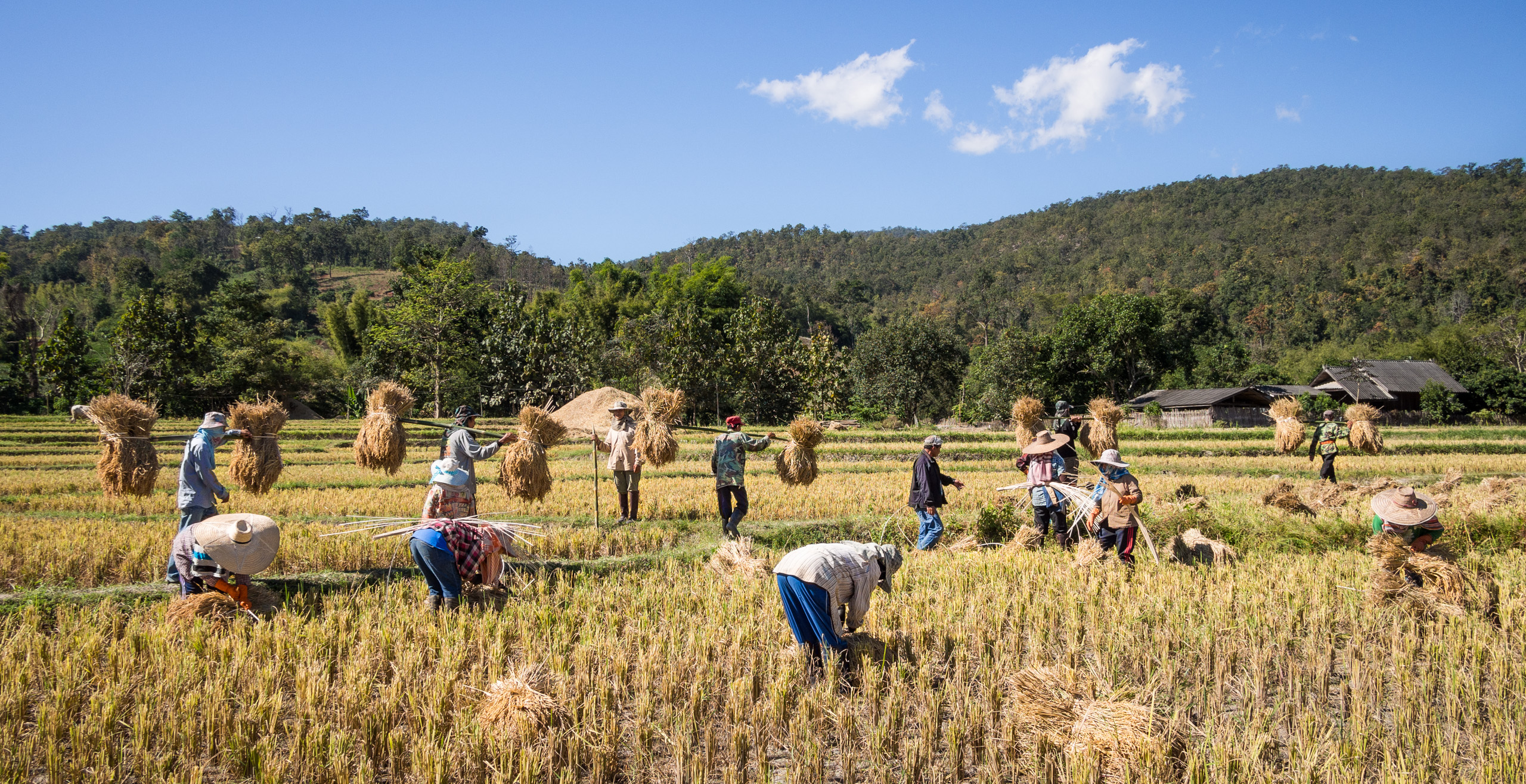
Coltivatori di riso trasportano delle balle di riso fuori dalle risaie
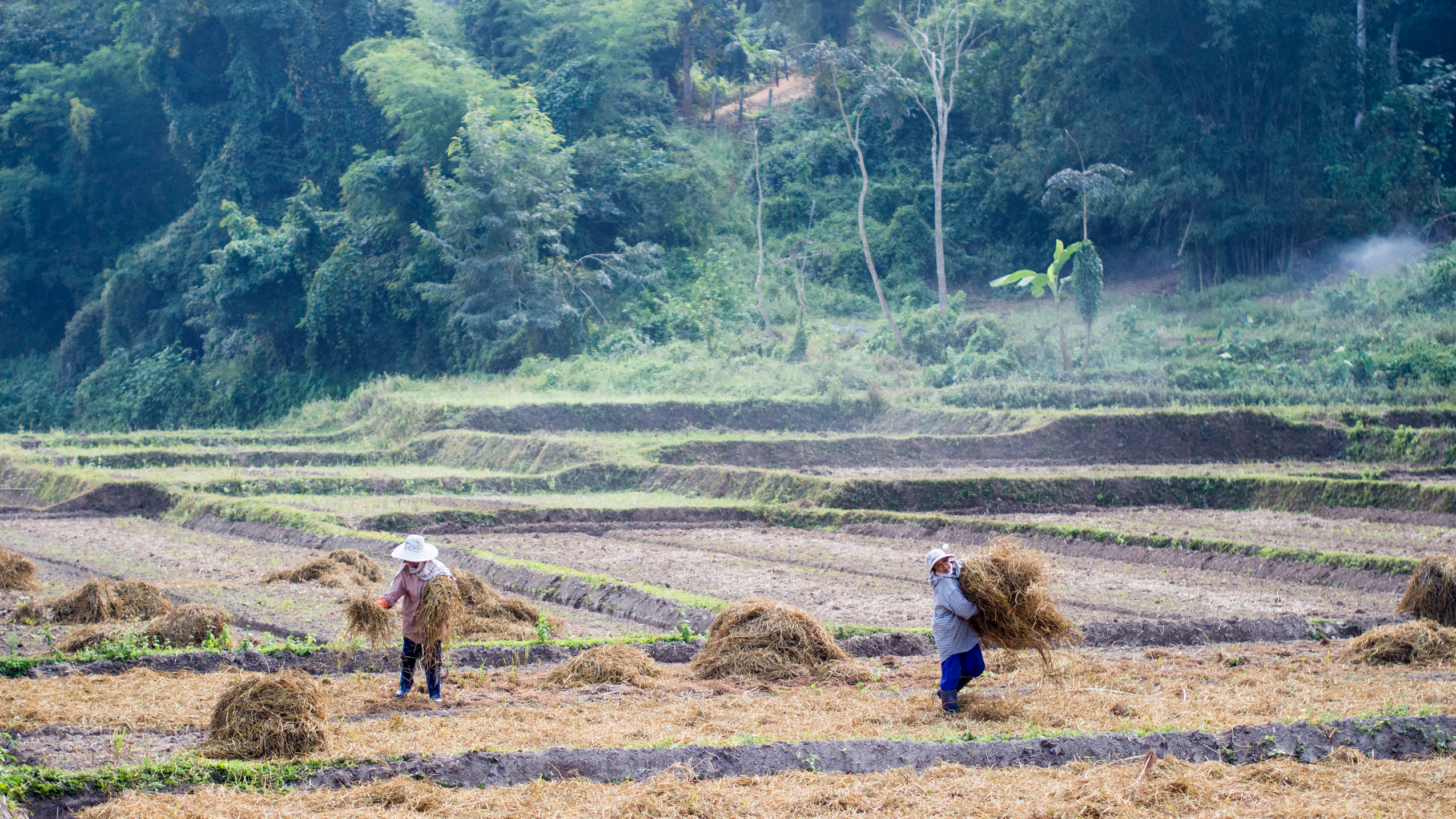
Le erbacce vengono rimosse durante la stagione più fresca